# Julia Platt
Julia Barlow Platt (San Francisco, 14 setembre 1857 – 1935) fou una embriòloga, política i alcaldessa estatunidenca.
Va obtenir el seu grau d'universitari de la Universitat de Vermont abans de traslladar-se a Cambridge per fer recerca al Harvard Annex el 1887. Durant la seva estada a Harvard, va desafiar les polítiques anti-coeducatives. El 1889, va deixar Harvard per rebre cursos i investiga a Woods Hole, Universitat de Clark, Universitat de Chicago, Bryn Mawr, la Universitat de Freiberg, el Naples Zoological Station, i la Universitat de Múnic. Va obtenir el seu doctorat a Friburg el 1898. Va investigar l'embriogènesi, en particular el desenvolupament del crani, tot estudiant taurons i salamandres. La seva major contribució al camp fou la demostració que cèl·lules de cresta neural formaven el cartílag de la mandíbula i la dentina de dent als embrions de Necturus maculosus, però la seva feina no va tenir el suport dels seus contemporanis. La seva afirmació anava en contra de la creença que només el mesoderma podia formar ossos i cartílags. La seva hipòtesi de l'origen de cresta neuronal de l'esquelet cranial només obtingué l'acceptació 50 anys més tard quan fou confirmada per Sven Hörstadius i Sven Sellman.
Incapaç d'obtenir un grau doctoral de Radcliffe o d'assegurar una posició universitària, va dir "si no puc obtenir la feina que desitj, llavors hauré d'agafar la següent millor" i llavors esdevingué activa en política, cosa que inclogué tomar una tanca per donar l'accés públic a la platja al Lover's Point a Pacific Grove, Califòrnia. El 1931, als 74 anys, es va convertir en alcaldessa de Pacific Grove, Califòrnia. Segons Steve Palumbi i Carolyn Sotka, la declaració d'una àrea marina protegida allà fou crucial a la recuperació de la llúdria marina.

## Publicacions
- (1890) The Anterior Head-Cavities of Acanthias (Preliminary Notice), Zool. Anz. 13: 239
- (1892) Fibres connecting the Central Nervous System and Chorda in Amphioxus, Anat. Anz. 7: 282-284
- (1893) Ectodermic Origin of the Cartilages of the Head, Anat. Anz. 8: 506-509
- (1894) Ontogenetische Differenzirung des Ektoderms in Necturus, Archiv mikr. Anat. 43: 911-966
- (1894) Ontogenetic Differentiations of the Ectoderm in Necturus Anat. Anz. 9: 51-56
- (1898) The development of the cartilaginous skull and of the branchial and hypoglossal musculature in Necturus, Morphol. Jahrb. 25: 377-464